# Heinz Hollert
Heinz Hollert (5 agosto 1912 – Lione, maggio 1944) è stato un ufficiale tedesco nazionalsocialista, comandante della Sicherheitspolizei (Sipo, «Polizia di sicurezza») e della Sicherheitsdienst (SD, Servizio di Sicurezza) per l'area di Lione.
A partire dall'aprile 1943 Hollert, in qualità di comandante delle forze di polizia tedesche, ebbe il compito di eliminare i movimenti di resistenza nella città di Lione ed ebbe tra i suoi sottoposti Klaus Barbie, conosciuto come il Boia di Lione.
Il 7 luglio 1943, dopo soli pochi mesi di comando, Hollert venne rimosso dall'incarico e sostituito da Werner Knab, ex comandante delle forze di polizia tedesche dell'area di Kiev. Hollert mantenne l'incarico di aiutante di Knab fino alla sua morte, avvenuta nel maggio 1944 a causa di un bombardamento alleato.

## Informazioni aggiuntive
- Tessera dello NSDAP: n. 1.490.411
- Tessera delle SS: n. 95.215
- Promosso SS-Untersturmführer (sottotenente) l'11 settembre 1938